# پری‌شاهرخ قهوه‌ای تیره
پری‌شاهرخ قهوه‌ای تیره (نام علمی: Oriolus phaeochromus) نام یک گونه از سرده پری‌شاهرخ است.